# 라마찬드란 조사구

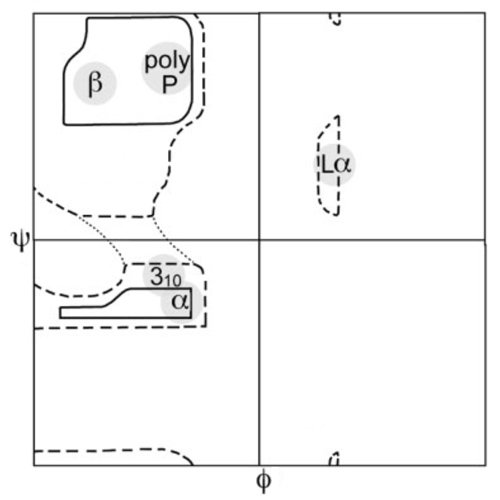
1963년 라마찬드란에 의해 제안된 φ,ψ 플롯

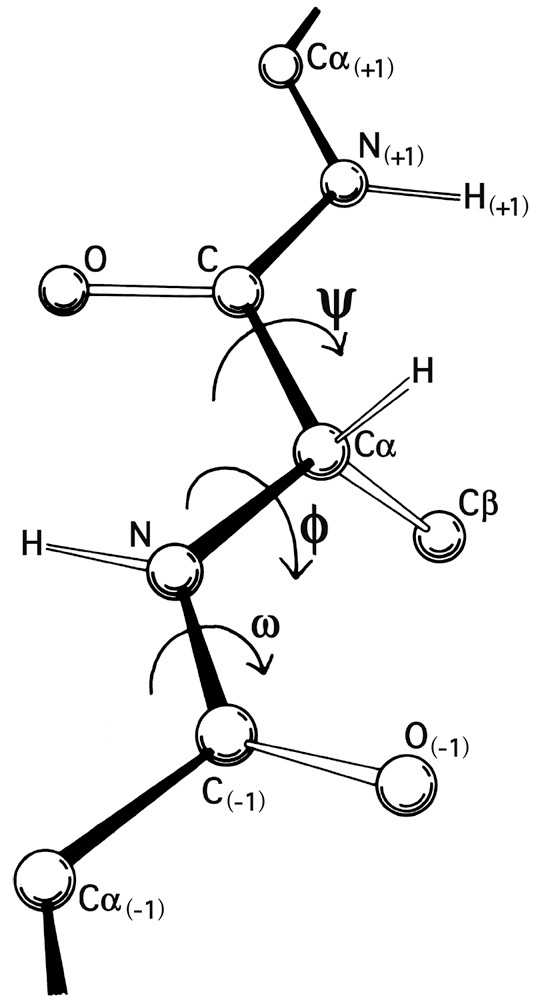
φ 와 ψ 의 이면각

라마찬드란 조사구 (Ramachandran plot)는 라마찬드란 플롯 또는 [φ,ψ] 플롯으로도 알려져 있는데 G. N. 라마찬드란과 C. Ramakrishnan , V. Sasisekharan에 의해 1963년 처음 만들어졌다. 라마찬드란 조사구는 아미노산의 ψ 와 φ 의 이면각을 나타낸 것이다. 왼쪽에 있는 그림은 이면각을 잘 나타내준다. 펩티드 결합에서 ω 각도는 정상적으로 180°이다. 그 이유는 부분적인 이중결합으로 인해 O=C-N-H가 펩티드 평면을 이루기 때문이다. 오른쪽 위에 있는 그림은 가능한 φ,ψ 영역을 보여주는 것이다. 이면각 값은 0° 가 360° 와 같다. 그러므로 라마찬드란 조사구는 왼쪽-오른쪽, 위-아래가 연결된다. 

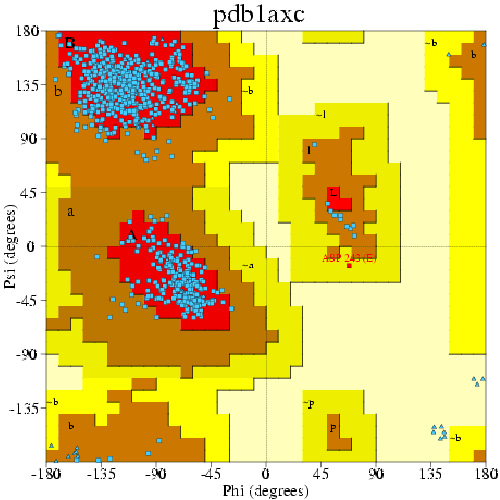
인간PCNA를 라마찬드란 조사구로 만든 것이다. 인간 PCNA는 삼량체 DNA클램프 단백질로 알파 나선과 베타 판구조를 모두 가진다. (PDB ID: 1AXC) 빨간색: 선호, 갈색: 허용, 노란색: 관용적으로 허용 by ProCheck